# Бордюгов, Геннадий Аркадьевич
Генна́дий Арка́дьевич Бордюго́в (р. 6 июня 1954, Воркута) — советский и российский историк, специалист в области истории СССР. Кандидат исторических наук, профессор (с 2010).
Руководитель Международного совета Ассоциации исследователей российского общества (АИРО-XXI), член Экспертного совета РИА Новости (с 2006), член Правления Фонда имени Николая Бухарина и Анны Лариной-Бухариной (с 1993), консультант Московского Бюро Фонда Фридриха Науманна (с 1999). Почетный доктор Ассоциации исследователей российского общества.

## Биография
В 1976 г. окончил факультет истории Высшей комсомольской школы (дипломная работа — «Историография проблемы участия ВЛКСМ в культурной революции в СССР»), затем работал там же преподавателем. В 1982 г. окончил аспирантуру Института истории СССР АН СССР.
В 1982—1988 гг. работал в Институте истории СССР АН СССР (младший научный сотрудник, научный сотрудник, учёный секретарь сектора истории культуры), в 1988—1991 гг. — в Институте марксизма-ленинизма при ЦК КПСС (старший, затем ведущий научный сотрудник).
В 1988—2009 гг. — доцент Института повышения квалификации и переподготовки кадров МГУ им. М.В. Ломоносова, одновременно с 2000 г. — доцент Института европейских культур РГГУ. С 2011 г. — профессор Московского лингвистического университета.
Приглашённый профессор Калифорнийского университета (Сан-Диего, январь-апрель 1992), университета Лидса (Великобритания, март-апрель 1992), Сеульского национального университета (2008—2010).
Один из основателей (1991), член правления, а также руководитель Международного совета Ассоциации исследователей российского общества (АИРО); редактор и составитель нескольких десятков изданий, выпущенных в АИРО.
Консультант Радио «Россия» (1996—2000), комитета «Третье тысячелетие» (1998—2000), московского бюро Фонда Фридриха Науманна (с 1999), ACLS (1999—2001).
Член экспертных советов: РИА Новости (с 2006), Комитета по международным делам Совета Федерации РФ (2003—2006); эксперт Архивного проекта «Пушкинской программы» Института «Открытое общество» (2000—2001), Фонда Сороса, Фонда Форда, Фонда Фридриха Науманна, Фонда имени Н. И. Бухарина, Московского Центра Карнеги. Член правления Фонда имени Николая Бухарина и Анны Лариной-Бухариной (с 1996); заместитель главного редактора интернет-журнала «Международный исторический форум» (1999—2001), член редакционного совета журнала «Свободная мысль — XXI» (с 2006).

## Научная деятельность
В 1987 г. защитил кандидатскую диссертацию «Социалистическая культура быта в годы довоенных пятилеток: проблема и тенденции развития».
В конце 1980-х гг. вместе с В. А. Козловым и В. Т. Логиновым участвовал в публичной дискуссии, развернувшейся на страницах ряда изданий после публикации статьи В. Солоухина «Читая Ленина», где отстаивал действия Ленина как исторически обусловленные.
Как историк стал известен после публикации статьи «Украденная победа», в которой, в частности, была высказана точка зрения о том, что сформировавшаяся в 1930-е годы в СССР система украла у народа Победу.
Основные направления научных исследований:
- социальная и политическая история России
- межнациональные отношения.

В 1990—2000 гг. — член Специализированного Совета по истории социальных движений и политических партий МГУ им. М. В. Ломоносова; одновременно член редакции альманаха «Неизвестная Россия. XX век» (1991—1993), руководитель семинара Московского Центра Карнеги (1993—1996).
В качестве приглашёного научного сотрудника занимался исследованиями в Доме наук о человеке (Париж, 1997, 1999), в Центре азиатских и тихоокеанских исследований Сейкей университета (Токио, 1999), в Славистском центре Университета Оденсе (Дания, 2000), в Институте русской и советской культуры Рурского университета (Бохум, 2002, 2003, 2006).
С 2009 по 2011 год был приглашенным профессором Университета Кореи в Сеуле.
Автор более 150 работ.

### Избранные труды
Монографии
- История и конъюнктура (в соавт. с В. Козловым). — М.: Издательство политической литературы, 1992. ISBN 5-250-01561-1
- Пространство власти от Владимира Святого до Владимира Путина (в соавт. с Д. Андреевым). — М.: АИРО-XX, 2004. ISBN 5-86007-439-5
- Чрезвычайный век российской истории: четыре фрагмента. — СПб.: «Дмитрий Буланин», 2004. ISBN 5-86007-446-8
- Вертикаль большого террора (в соавт. с М. Юнге и Р. Биннером). — М.: Новый хронограф, 2008. ISBN 978-5-94881-083-6
- Образы России в мире (в соавт. с В. Барабашем и Е. Котеленец). — М.: АИРО-XXI, 2010. ISBN 978-5-91022-130-1
- Октябрь. Сталин. Победа. Культ юбилеев в пространстве памяти. — М.: АИРО-XXI, 2010. ISBN 978-5-91022-132-5
- Вчерашнее завтра: как «национальные истории» писались в СССР и как пишутся теперь (в соавт. с В. Бухараевым). — М.: АИРО-XXI, 2011. ISBN 978-5-91022-154-7
- «Войны памяти» на постсоветском пространстве / Предисловие Алана Касаева. — М.: АИРО-XXI, 2011. ISBN 978-5-91022-158-5
- Об «Украденной Победе» 20 лет спустя. Новые тенденции в осмыслении истории войны. — М.: АИРО-XXI, 2011.
- Ожидаемая революция не придёт никогда. — М.: АИРО-XXI, 2012. ISBN 978-5-91022-180-6
- The Xxth Century Political History of Russia / G. Bordyugov, S. Devyatov, E. Kotelenets. -M.: Prospekt, 2016.

Учебные издания
- «История для экономистов» (Дедков Н. И., Бордюгов Г. А., Щербакова Е. И. и др. История для экономистов. Интегрированный учебный комплекс для студентов экономических специальностей вузов Российской Федерации / Под общей редакцией А. Д. Некипелова и С. Н. Катырина. М: АИРО-XXI. Том первый. 2016—928 с. — ISBN 978-5-91022-338-1; том второй. 2018—1044 с. — ISBN 978-5-91022-406-7.

Составление, редактирование
- Исторические исследования в России. Тенденции последних лет. — М.: АИРО-ХХ, 1996.
- Исторические исследования в России-II. Семь лет спустя. — М.: АИРО-ХХ, 2003. ISBN 5-88735-103-9
- Россия: удачи минувшего века. — М.: АИРО-XX, 2004. ISBN 5-88735-126-8
- Советская Военная Администрация в Германии (СВАГ). Управление пропаганды (информации) и С. И. Тюльпанов. 1945—1949. — М.: АИРО-XXI, 2006. ISBN 5-91022-032-2
- Владимир Путин. Рано подводить итоги. — М.: АСТ, 2007. ISBN 978-5-17-047453-0
- Россия и Германия в XX веке (в 3-х тт.). — М.: АИРО-XXI, 2010. ISBN 978-5-91022-114-1, ISBN 978-5-91022-116-5, ISBN 978-5-91022-118-9
- Между канунами. Исторические исследования в России за последние 25 лет. — М.: АИРО-XXI, 2013. ISBN 978-5-91022-208-7
- Победа-70: реконструкция юбилея. — М.: АИРО-XXI, 2015. ISBN 978-5-91022-296-4
- Революция-100: реконструкция юбилея / Под ред., введ. Г. А. Бордюгова. — М.: АИРО-XXI, 2017.
- М. А. Терентьев. История завоевания Средней Азии. В 3-х томах / Введ., коммент., указатели Г. А. Бордюгова, А. Г. Макарова и Б. В. Соколова. — М.: АИРО-XXI, 2018.

### Избранные сетевые публикации
Статьи
- Сталин с нами, Сталин в нас: От послушной истории к послушному будущему? // «Московские новости», 2 февраля 2007 г.
- Конец дуумвирата // The New Times. — № 5, 4 февраля 2008 г.
- «Красно-белый» террор: модели «чрезвычайщины» // Российский исторический журнал «Родина». — № 10/2010.
- Процент с прошлого // Новая газета. — № 124—125, 8 ноября 2010 г.
- Войны памяти // Новая газета. — № 60, 6 июня 2011 г.

Выступления
- День Победы: праздник и политика // Выступление в передаче «Цена Победы» на радио «Эхо Москвы» (1 мая 2006 г.)
- Страна светлого прошлого. Почему Россия испытывает постоянный дефицит идей? // Выступление на радио «Финам FM» (18 июня 2010 г.)

Доклады
- «Война всё спишет»? Вермахт и Красная Армия: к вопросу о природе преступлений против гражданского населения // Доклад на Международной научной конференции «Опыт мировых войн в истории России» в Челябинске, 11 сентября 2005 г.
- The 1980s for the Soviet Union: The Space of Power and a Search for New Ways of Historical Progress // Доклад в университете Хосей в Токио, 19 февраля 2007 г.